# 개틀링 건

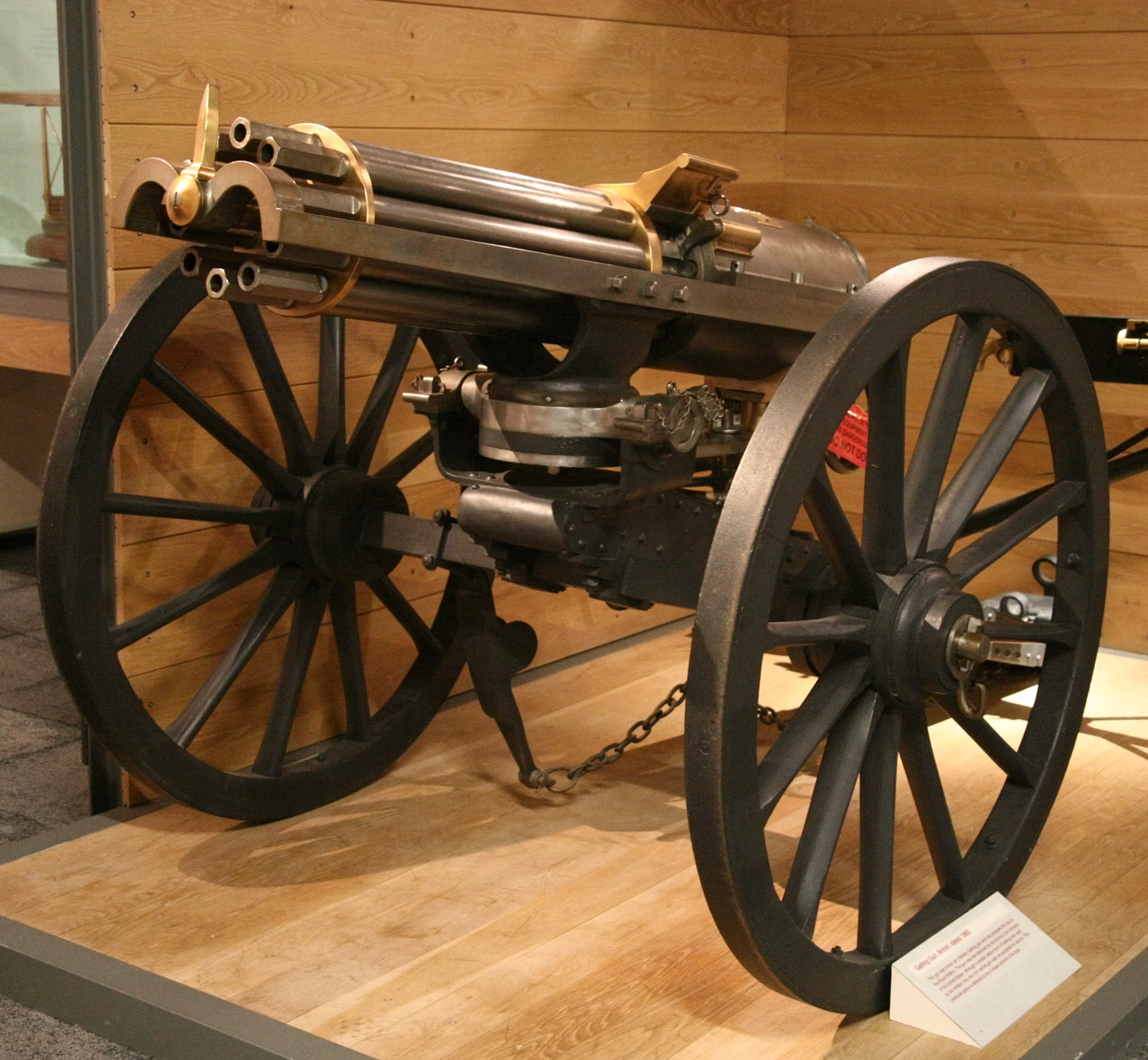
왕립 야포 전시관에 전시된 영국의 1865년제 개틀링 총

개틀링 건(영어: Gatling gun)은 세계 최초의 기관총이다. 미국 남북전쟁 당시인 1861년 리처드 J 개틀링이 시제품을 만들고 1862년부터 1911년까지 생산되었다. 이 총의 특징은 여러 개의 총신을 묶어 발사한다는 것이다. 총신들은 중력과 포 바로 위에 놓인 탄약통 용기가 회전운동을 왕복운동으로 바꾸는 작용에 따라 장전되며, 각 총신은 중심축 주위를 반회전하는 동안 장전되고 폭발하며 소모된 탄피들은 2번째 반회전하는 동안에 방출된다. 현대에서도 개틀링 포는 인력을 대신하여 모터를 장착하여 쓰였고, 보병용 중화기보다는 주로 헬리콥터, 전투기, 전투함 등에 장착되거나 지상에 설치되어 대공 무기로도 쓰였다.

## 같이 보기
- M61 벌컨
- GShG-7.62 기관총
- 팰렁스 CIWS